# Nederland op de Olympische Spelen

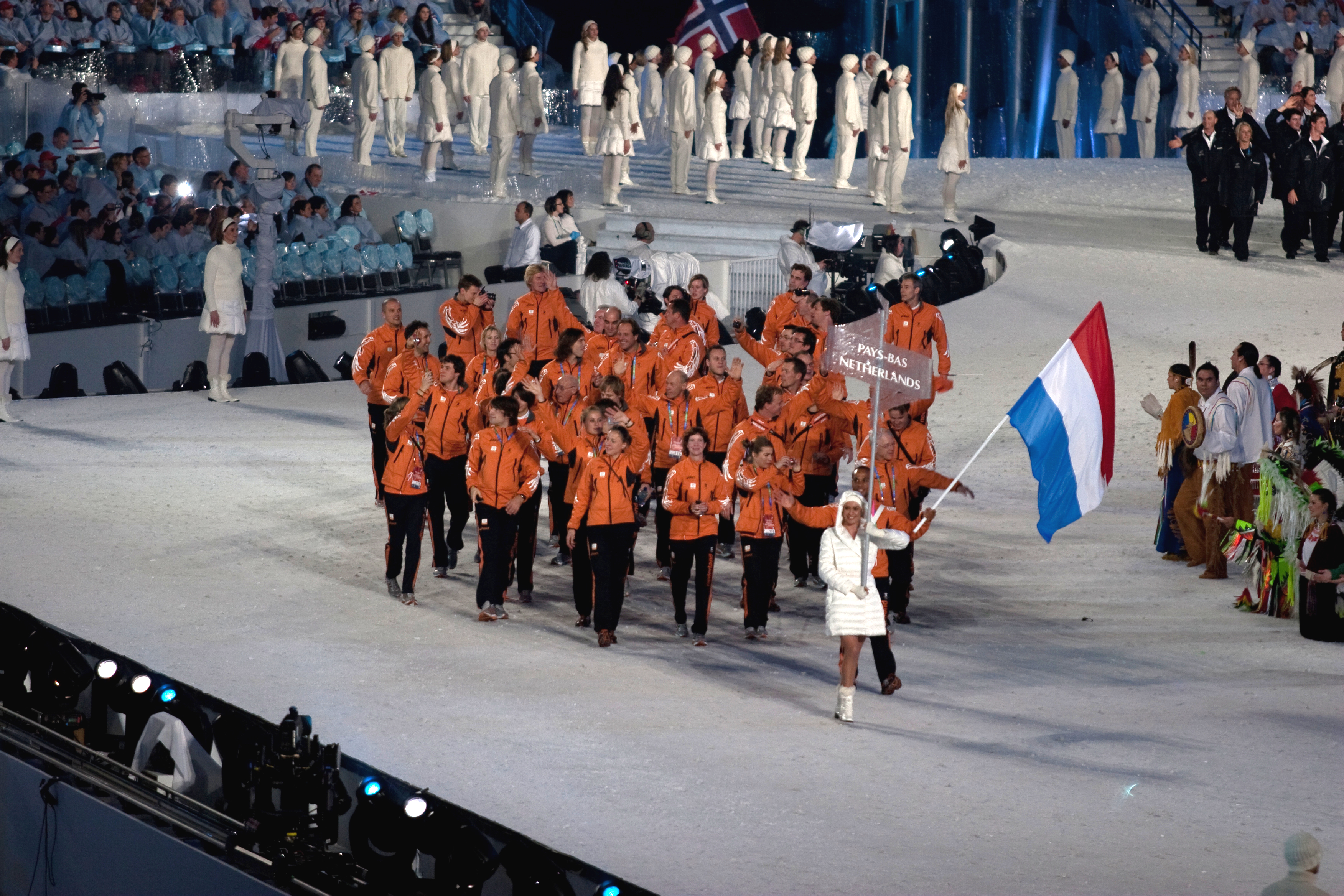
De Nederlandse ploeg tijdens de openingsceremonie in Vancouver 2010

Nederland is een van de landen die deelnemen aan de Olympische Spelen. Nederland debuteerde in 1900 op de tweede editie van de Zomerspelen. Achtentwintig jaar later, in 1928, kwam het voor het eerst uit op de Winterspelen die toen voor de tweede keer werden gehouden.
In 2024 nam Nederland voor de 28e keer deel aan de Zomerspelen, in 2022 voor de 22e keer aan de Winterspelen. Het is een van de 46 landen die zowel op de Zomer- als de Winterspelen meerdere medailles behaald heeft.

## Deelname
De eisen die het NOC*NSF doorgaans stelt voor deelname aan de Spelen zijn zwaarder dan de eisen die IOC en andere landen hanteren, met als resultaat dat er minder sporters worden uitgezonden dan mogelijk zou zijn. Reden van deze werkwijze is dat een Nederlandse sporter die actief is op de Olympische Spelen een reële kans moet hebben op een top 8-notering of medailles. Andere landen willen nog weleens een mindere sporter uitzenden naar de Olympische Spelen, gewoonweg omdat diegene heeft voldaan aan de Olympische eisen, of om een jonge sporter ervaring op te laten doen.

### Zomerspelen
Parijs 1900
- Nederland was voor het eerst vertegenwoordigd op de Spelen: 28 mannen (geen vrouwen).
- De eerste medaille die Nederland won op de Spelen was in de schietsport op het onderdeel 50 m revolver voor landenteams. Het team bestond uit Van den Bergh, Antonius Bouwens, Van Haam, Henrik Sillem, Johannes Solko en Anthony Sweys.
- Op 26 augustus zocht de Nederlandse twee met stuurman (roeien) een vervangende stuurman omdat de Fransen in de voorronden gebruik maakten van lichte jongetjes. Een tot op heden onbekende Franse jongen werd gekozen en het Nederlands/Franse team roeide naar de overwinning. Door deze Franse inbreng is deze medaille in de officiële uitslag niet toegekend aan Nederland maar aan een mixed team.
- Door Nederlandse atleten werden in totaal vijf eerste plaatsen gehaald, maar deze klasseringen zijn door het IOC niet erkend.
Antwerpen 1920.
- Er namen 130 Nederlanders deel, onder wie één vrouw, zwemster Rie Beisenherz, de eerste vrouw die Nederland vertegenwoordigde op de Spelen.
- De zeilers Joop Carp, Piet Wernink en Bernard Carp behaalden de eerste gouden medaille namens Nederland.
Amsterdam 1928
- Nederland mocht voor de eerste maal de Olympische Zomerspelen organiseren.
- Nederlandse atleten behaalden zes gouden, negen zilveren en vier bronzen medailles.
- De gouden medaille van de vrouwen turnploeg was de eerste medaille voor vrouwelijke Nederlandse deelnemers.
- Jan Wils en Isaac Israëls behaalden een gouden medaille in de Kunstwedstrijden, maar van deze medailles is decennia later de erkenning door het IOC ingetrokken.
Los Angeles 1932
- Charles Pahud de Mortanges behaalde één gouden en één zilveren medaille bij de paardensport, waarmee hij in bezit kwam van vijf olympische medailles (waarvan vier gouden)
Berlijn 1936
- Nederland behaalt in totaal zeventien medailles, waarvan zes gouden medailles.
- Rie Mastenbroek wint drie gouden en één zilveren medaille bij het zwemmen
Londen 1948
- Fanny Blankers-Koen wint in totaal vier gouden medailles bij de atletiek, een prestatie die uniek is voor een atlete.
Melbourne 1956
- Nederland boycot de Zomerspelen van 1956 vanwege de inval van de Sovjet-Unie in Hongarije.
- Alexei Pantchoulidzew nam een paar maanden eerder deel aan de paardensport in Stockholm. De paardensport werd gehouden in Stockholm vanwege de strenge quarantainewetten voor dieren in Australië.
Atlanta 1996
- Nederland wint in totaal negentien medailles (waarvan vier gouden); het aantal was een evenaring van 1928
- Nederland wint voor eerst een teamsport op de Spelen: de Nederlandse mannen winnen zowel goud in het hockey als bij het volleybal.
Sydney 2000
- Nederland wint een recordaantal van twaalf gouden medailles; van deze twaalf gouden medailles worden er acht behaald door drie individuele atleten.
- Inge de Bruijn wint drie individuele gouden medailles en een zilveren bij de estafette op het onderdeel zwemmen.
- Leontien van Moorsel wint drie gouden en één zilveren medaille bij het wielrennen.
- Pieter van den Hoogenband wint twee gouden medailles bij het zwemmen.
Athene 2004
- Nederland neemt deel met 216 sporters in 19 olympische sporten.
- Inge de Bruijn wint een gouden, een zilveren en twee bronzen medailles. Met deze medailles brengt zij haar totaal op vier gouden, twee zilveren en twee bronzen medailles, een recordaantal voor Nederland op de Zomerspelen.
Peking 2008
- Anky van Grunsven won tijdens de Olympische Spelen haar achtste medaille. Ze is de eerste Nederlandse sporter die op vier Olympische Spelen een medaille op hetzelfde onderdeel wint (dressuur individueel), waarvan drie opeenvolgende gouden medailles.
Londen 2012
- Anky van Grunsven nam voor zevende maal deel en was de eerste Nederlander die dit presteerde.
- Epke Zonderland behaalde goud op de rekstok met een unieke combinatie: hij was op dat moment de enige persoon die ooit een drievoudig vluchtelement in een wedstrijd had uitgevoerd.
Tokio 2020
- De Nederlandse afvaardiging telt 267 sporters, een recordaantal sinds de eerste deelname aan de Spelen in 1900. Er wordt in 24 Olympische sporten deelgenomen.
- Er werd een recordaantal van 36 medailles behaald waaronder tien gouden medailles.
Parijs 2024
- Nederland behaalde 15 gouden, 7 zilveren en 13 bronzen medailles. Daarmee eindigde Nederland als 6e in het medailleklassement, de hoogste notering tot dusver.
- Sifan Hassan liep de 5.000 meter, de 10.000 meter en de marathon. Nog nooit eerder koos een atlete voor deze combinatie op de Spelen; bovendien wist Hassan op iedere afstand een medaille te behalen (respectievelijk brons, brons en goud).
- Het 3x3 basketbal was een nieuwe sport op deze spelen; de Nederlandse mannenploeg haalde het goud binnen.

### Winterspelen
Sankt Moritz 1928
Nederland neemt tijdens de tweede editie voor het eerst deel aan de Winterspelen. In de vijfmans bobslee. Bij het langebaanschaatsen nemen Siem Heiden en Wim Kos deel.
Garmisch-Partenkirchen 1936
Voor het eerst neemt er een Nederlandse vrouw deel. Gratia Schimmelpenninck van der Oye wordt veertiende in de combinatie bij het alpineskiën.
Oslo 1952
Er worden door de langebaanschaatsers drie zilveren medailles gewonnen.
Innsbruck 1964
De kunstrijdster Sjoukje Dijkstra won de eerste Nederlandse gouden medaille op de winterspelen.
Grenoble 1968
Carry Geijssen won de eerste gouden medaille in het langebaanschaatsen. Kees Verkerk wint als eerste Nederlandse man goud op de winterspelen.
Sapporo 1972
Ard Schenk wint de gouden medaille op de 1500, 5000 en 10.000 meter.
Calgary 1988
De 1500, 3000 en 5000 meter bij de vrouwen worden gewonnen door Yvonne van Gennip.
Albertville 1992
Nederland wint 4 medailles (1 goud, 1 zilver en 2 brons) alle vier in het schaatsen.
Lillehammer 1994
Er nemen 21 olympiërs deel in vier takken van sport; bobsleeën, freestyleskiën, schaatsen en shorttrack. Nederland win 4 medailles (1 zilver, drie brons) bij het schaatsen.
Nagano 1998
Nederland behaalt een recordaantal van 11 medailles, alle 11 in het (langebaan)schaatsen.
Salt Lake City 2002
Nederland wint 3 gouden en 5 zilveren medailles in het schaatsen.
Turijn 2006
Nederland wint 9 medailles in het schaatsen.
Vancouver 2010
Nederland weet voor het eerst sinds 1968 een medaille te winnen een andere sport dan het schaatsen. Nicolien Sauerbreij wint goud op de parallelreuzenslalom (snowboarden). De overige 7 medailles worden gewonnen in het schaatsen. Het had er een meer kunnen zijn, maar Sven Kramer wordt gediskwalificeerd op de 10.000 vanwege een foute wissel.
Sotsji 2014
Nederland wint 24 medailles op deze Spelen en verbijstert daarmee het vorige record van 11 uit 1998. Sjinkie Knegt won met zijn bronzen medaille op de 1000 meter de eerste Nederlandse olympische medaille bij het shorttracken. Ireen Wüst won 5 medailles in het langebaanschaatsen, een aantal waarmee zij Inge de Bruijn evenaarde als meest gelauwerde Nederlandse atleet op de Olympische Spelen.
Pyeongchang 2018
Nederland wint 20 medailles in 2 disciplines, namelijk schaatsen en shorttrack. Kimberley Bos plaatste zich als eerste Nederlandse sporter ooit voor het skeleton en werd 8e.
Beijing 2022
Nederland wint 17 medailles in totaal: 12 in het langebaanschaatsen, 4 in shorttrack en 1 (brons) in skeleton, de eerste medaille in skeleton voor Nederland ooit, gewonnen door Kimberley Bos.

## Medailles en deelnames

### Overzicht
De tabel geeft een overzicht van de jaren waarin werd deelgenomen, het aantal gewonnen medailles en de eventuele plaats in het medailleklassement.
| Zomerspelen | Zomerspelen | Zomerspelen | Zomerspelen | Zomerspelen | Zomerspelen |        | Winterspelen | Winterspelen | Winterspelen | Winterspelen | Winterspelen | Winterspelen |
| Jaar        | Goud        | Zilver      | Brons       | Totaal      | Rang        | Jaar   | Goud         | Zilver       | Brons        | Totaal       | Rang         |              |
| 1900        | 1           | 1           | 3           | 5           | 18          |        |              |              |              |              |              |              |
| 1904        | -           | -           | -           | -           | -           |        |              |              |              |              |              |              |
| 1908        | 0           | 0           | 2           | 2           | 17          |        |              |              |              |              |              |              |
| 1912        | 0           | 0           | 3           | 3           | 18          |        |              |              |              |              |              |              |
| 1920        | 4           | 2           | 5           | 11          | 9           |        |              |              |              |              |              |              |
| 1924        | 4           | 1           | 5           | 10          | 9           | 1924   | -            | -            | -            | -            | -            |              |
| 1928        | 6           | 9           | 4           | 19          | 8           | 1928   | 0            | 0            | 0            | 0            | -            |              |
| 1932        | 2           | 5           | 0           | 7           | 13          | 1932   | -            | -            | -            | -            | -            |              |
| 1936        | 6           | 4           | 7           | 17          | 9           | 1936   | 0            | 0            | 0            | 0            | -            |              |
| 1948        | 5           | 2           | 9           | 16          | 11          | 1948   | 0            | 0            | 0            | 0            | -            |              |
| 1952        | 0           | 5           | 0           | 5           | 29          | 1952   | 0            | 3            | 0            | 3            | 9            |              |
| 1956        | 0           | 0           | 0           | 0           | -           | 1956   | 0            | 0            | 0            | 0            | -            |              |
| 1960        | 0           | 1           | 2           | 3           | 28          | 1960   | 0            | 1            | 1            | 2            | 11           |              |
| 1964        | 2           | 4           | 4           | 10          | 15          | 1964   | 1            | 1            | 0            | 2            | 10           |              |
| 1968        | 3           | 3           | 1           | 7           | 17          | 1968   | 3            | 3            | 3            | 9            | 6            |              |
| 1972        | 3           | 1           | 1           | 5           | 16          | 1972   | 4            | 3            | 2            | 9            | 4            |              |
| 1976        | 0           | 2           | 3           | 5           | 29          | 1976   | 1            | 2            | 3            | 6            | 9            |              |
| 1980        | 0           | 1           | 2           | 3           | 30          | 1980   | 1            | 2            | 1            | 4            | 9            |              |
| 1984        | 5           | 2           | 6           | 13          | 13          | 1984   | 0            | 0            | 0            | 0            | -            |              |
| 1988        | 2           | 2           | 5           | 9           | 22          | 1988   | 3            | 2            | 2            | 7            | 7            |              |
| 1992        | 2           | 6           | 7           | 15          | 20          | 1992   | 1            | 1            | 2            | 4            | 12           |              |
| 1996        | 4           | 5           | 10          | 19          | 15          | 1994   | 0            | 1            | 3            | 4            | 18           |              |
| 2000        | 12          | 9           | 4           | 25          | 8           | 1998   | 5            | 4            | 2            | 11           | 6            |              |
| 2004        | 4           | 9           | 9           | 22          | 18          | 2002   | 3            | 5            | 0            | 8            | 9            |              |
| 2008        | 7           | 5           | 4           | 16          | 12          | 2006   | 3            | 2            | 4            | 9            | 10           |              |
| 2012        | 6           | 6           | 8           | 20          | 13          | 2010   | 4            | 1            | 3            | 8            | 10           |              |
| 2016        | 8           | 7           | 4           | 19          | 11          | 2014   | 8            | 7            | 9            | 24           | 5            |              |
| 2020        | 10          | 12          | 14          | 36          | 7           | 2018   | 8            | 6            | 6            | 20           | 5            |              |
| 2024        | 15          | 7           | 12          | 34          | 6           | 2022   | 8            | 5            | 4            | 17           | 6            |              |
| Totaal      | 111         | 111         | 134         | 356         |             | Totaal | 53           | 49           | 45           | 147          |              |              |
| Tot. Z+W    | 164         | 160         | 179         | 503         |             |        |              |              |              |              |              |              |

### Overzicht van de Nederlandse medaillewinnaars

#### Zomerspelen
De tabel is beperkt tot de sporters met ten minste drie medailles, waarvan ten minste twee gouden. Deze lijst is gesorteerd op het aantal gouden medailles gevolgd door het aantal zilveren en bronzen medailles.
| Nr. | Sporter                     | Sport               | Goud | Zilver | Brons | Totaal |
| --- | --------------------------- | ------------------- | ---- | ------ | ----- | ------ |
| 1   | Harrie Lavreysen            | Baanwielrennen      | 5    | 0      | 1     | 6      |
| 2   | Inge de Bruijn              | Zwemmen             | 4    | 2      | 2     | 8      |
| 3   | Leontien van Moorsel        | Baan-/Wegwielrennen | 4    | 1      | 1     | 6      |
| 4   | Charles Pahud de Mortanges  | Paardensport        | 4    | 1      | 0     | 5      |
| 5   | Fanny Blankers-Koen         | Atletiek            | 4    | 0      | 0     | 4      |
| 6   | Anky van Grunsven           | Paardensport        | 3    | 5      | 1     | 9      |
| 7   | Pieter van den Hoogenband   | Zwemmen             | 3    | 2      | 2     | 7      |
| 8   | Rie Mastenbroek             | Zwemmen             | 3    | 1      | 0     | 4      |
| 8   | Ranomi Kromowidjojo         | Zwemmen             | 3    | 1      | 0     | 4      |
| 8   | Eva de Goede                | Hockey              | 3    | 1      | 0     | 4      |
| 8   | Lidewij Welten              | Hockey              | 3    | 1      | 0     | 4      |
| 12  | Sifan Hassan                | Atletiek            | 3    | 0      | 3     | 6      |
| 13  | Dolf van der Voort van Zijp | Paardensport        | 3    | 0      | 0     | 3      |
| 14  | Teun de Nooijer             | Hockey              | 2    | 2      | 0     | 4      |
| 15  | Marit Bouwmeester           | Zeilen              | 2    | 1      | 1     | 4      |
| 16  | Gerard de Kruijff           | Paardensport        | 2    | 1      | 0     | 3      |
| 16  | Jeroen Delmee               | Hockey              | 2    | 1      | 0     | 3      |
| 16  | Erik Jazet                  | Hockey              | 2    | 1      | 0     | 3      |
| 16  | Guus Vogels                 | Hockey              | 2    | 1      | 0     | 3      |
| 16  | Naomi van As                | Hockey              | 2    | 1      | 0     | 3      |
| 16  | Ellen Hoog                  | Hockey              | 2    | 1      | 0     | 3      |
| 16  | Maartje Paumen              | Hockey              | 2    | 1      | 0     | 3      |
| 16  | Margot van Geffen           | Hockey              | 2    | 1      | 0     | 3      |
| 16  | Caia van Maasakker          | Hockey              | 2    | 1      | 0     | 3      |
| 16  | Marianne Vos                | Baan-/Wegwielrennen | 2    | 1      | 0     | 3      |
| 16  | Jeffrey Hoogland            | Baanwielrennen      | 2    | 1      | 0     | 3      |
| 16  | Sharon van Rouwendaal       | Openwaterzwemmen    | 2    | 1      | 0     | 3      |
| 16  | Maria Verschoor             | Hockey              | 2    | 1      | 0     | 3      |
| 16  | Xan de Waard                | Hockey              | 2    | 1      | 0     | 3      |
| 30  | Nico Rienks                 | Roeien              | 2    | 0      | 1     | 3      |
| 30  | Jacques Brinkman            | Hockey              | 2    | 0      | 1     | 3      |
| 30  | Ronald Jansen               | Hockey              | 2    | 0      | 1     | 3      |
| 30  | Tone Wieten                 | Roeien              | 2    | 0      | 1     | 3      |

#### Winterspelen
De onderstaande lijst is beperkt tot sporters met minimaal één gouden en een zilveren medaille op de Olympische Winterspelen.
| Nr. | Sporter           | Sport                | Goud | Zilver | Brons | Tot. |
| --- | ----------------- | -------------------- | ---- | ------ | ----- | ---- |
| 1   | Ireen Wüst        | Schaatsen            | 6    | 5      | 2     | 13   |
| 2   | Sven Kramer       | Schaatsen            | 4    | 2      | 3     | 9    |
| 3   | Suzanne Schulting | Shorttrack           | 3    | 1      | 2     | 6    |
| 4   | Ard Schenk        | Schaatsen            | 3    | 1      | 0     | 4    |
| 5   | Irene Schouten    | Schaatsen            | 3    | 0      | 2     | 5    |
| 6   | Jorien ter Mors   | Schaatsen/Shorttrack | 3    | 0      | 1     | 4    |
| 7   | Yvonne van Gennip | Schaatsen            | 3    | 0      | 0     | 3    |
| 7   | Marianne Timmer   | Schaatsen            | 3    | 0      | 0     | 3    |
| 7   | Kjeld Nuis        | Schaatsen            | 3    | 0      | 0     | 3    |
| 10  | Gianni Romme      | Schaatsen            | 2    | 1      | 0     | 3    |
| 10  | Jochem Uytdehaage | Schaatsen            | 2    | 1      | 0     | 3    |
| 12  | Kees Verkerk      | Schaatsen            | 1    | 3      | 0     | 4    |
| 13  | Piet Kleine       | Schaatsen            | 1    | 2      | 0     | 3    |
| 14  | Stien Baas-Kaiser | Schaatsen            | 1    | 1      | 2     | 4    |
| 14  | Bob de Jong       | Schaatsen            | 1    | 1      | 2     | 4    |
| 14  | Jan Blokhuijsen   | Schaatsen            | 1    | 1      | 2     | 4    |
| 14  | Koen Verweij      | Schaatsen            | 1    | 1      | 2     | 4    |
| 18  | Jorrit Bergsma    | Schaatsen            | 1    | 1      | 1     | 3    |
| 18  | Lotte van Beek    | Schaatsen            | 1    | 1      | 1     | 3    |
| 18  | Marrit Leenstra   | Schaatsen            | 1    | 1      | 1     | 3    |
| 18  | Yara van Kerkhof  | Shorttrack           | 1    | 1      | 1     | 3    |
| 22  | Sjoukje Dijkstra  | Kunstrijden          | 1    | 1      | 0     | 2    |
| 22  | Carry Geijssen    | Schaatsen            | 1    | 1      | 0     | 2    |
| 22  | Ids Postma        | Schaatsen            | 1    | 1      | 0     | 2    |
| 22  | Thomas Krol       | Schaatsen            | 1    | 1      | 0     | 2    |

### Ranglijst aantal deelnemers en behaalde medailles per sport

#### Zomerspelen
Bij de onderstaande tabel kunnen met betrekking tot de Nederlandse afvaardigingen naar de Olympische Zomerspelen (waarbij 1906 buiten beschouwing is gelaten) de volgende opmerkingen worden geplaatst:
- de tabel is gerangschikt naar aantal deelnemers;
- het hoogste aantal deelnemers werd afgevaardigd in het roeien (384), gevolgd door de atletiek (329);
- bij het wielrennen werden de meeste medailles in de wacht gesleept (68), gevolgd door zwemmen (65);
- de meeste gouden medailles werden bij het wielrennen behaald (26), gevolgd door zwemmen (23);
- Nederland heeft van de sporten die op het programma staan in 2028 nog nooit deelgenomen aan cricket, rugby, klimsport, lacrosse, surfen en de debuterende sporten squash, flag footbal;
- het totale aantal afgevaardigde atleten is tot en met de Zomerspelen van 2024: 2907.
| Sport            | Deelnemers | mannen | vrouwen | Goud | Zilver | Brons | Tot. |
| ---------------- | ---------- | ------ | ------- | ---- | ------ | ----- | ---- |
| Roeien           | 384        | 278    | 106     | 12   | 17     | 15    | 44   |
| Atletiek         | 329        | 195    | 134     | 10   | 8      | 12    | 30   |
| Hockey           | 301        | 197    | 104     | 8    | 6      | 6     | 20   |
| Zwemmen          | 269        | 118    | 151     | 23   | 21     | 21    | 65   |
| Wielrennen       | 265        | 215    | 50      | 26   | 25     | 17    | 68   |
| Waterpolo        | 163        | 121    | 42      | 1    | 0      | 3     | 4    |
| Zeilen           | 147        | 121    | 26      | 10   | 8      | 11    | 29   |
| Voetbal          | 118        | 101    | 17      | 0    | 0      | 3     | 3    |
| Volleybal        | 106        | 55     | 51      | 1    | 1      | 1     | 3    |
| Gymnastiek       | 90         | 40     | 50      | 3    | 0      | 0     | 3    |
| Schermen         | 76         | 63     | 13      | 0    | 0      | 5     | 5    |
| Paardensport     | 88         | 64     | 24      | 10   | 13     | 5     | 28   |
| Schietsport      | 68         | 66     | 2       | 0    | 1      | 1     | 2    |
| Honkbal          | 64         | 64     | 0       | 0    | 0      | 0     | 0    |
| Judo             | 63         | 36     | 27      | 4    | 2      | 18    | 24   |
| Boksen           | 59         | 57     | 2       | 1    | 2      | 5     | 8    |
| Kanovaren        | 51         | 38     | 13      | 0    | 3      | 5     | 8    |
| Worstelen        | 36         | 35     | 1       | 0    | 0      | 0     | 0    |
| Boogschieten     | 36         | 27     | 9       | 1    | 1      | 1     | 3    |
| Softbal          | 30         | 0      | 30      | 0    | 0      | 0     | 0    |
| Handbal          | 26         | 0      | 26      | 0    | 0      | 0     | 0    |
| Schoonspringen   | 25         | 6      | 19      | 0    | 0      | 0     | 0    |
| Tennis           | 25         | 15     | 10      | 0    | 1      | 1     | 2    |
| Badminton        | 20         | 9      | 11      | 0    | 1      | 0     | 1    |
| Gewichtheffen    | 20         | 20     | 0       | 0    | 0      | 3     | 3    |
| Triatlon         | 16         | 8      | 8       | 0    | 0      | 0     | 0    |
| Moderne vijfkamp | 13         | 13     | 0       | 0    | 0      | 0     | 0    |
| Tafeltennis      | 11         | 3      | 8       | 0    | 0      | 0     | 0    |
| Synchroonzwemmen | 10         | 0      | 10      | 0    | 0      | 1     | 1    |
| Touwtrekken      | 8          | 8      | 0       | 0    | 1      | 0     | 1    |
| Taekwondo        | 7          | 3      | 4       | 0    | 0      | 0     | 0    |
| Basketbal        | 6          | 6      | 0       | 1    | 0      | 0     | 1    |
| Breaking         | 3          | 2      | 1       | 0    | 0      | 0     | 0    |
| Golf             | 2          | 1      | 1       | 0    | 0      | 0     | 0    |
| Skateboarden     | 2          | 0      | 2       | 0    | 0      | 0     | 0    |
| Totaal           | 2907       | 1968   | 939     | 111  | 111    | 134   | 356  |

#### Winterspelen
Bij de onderstaande tabel kunnen met betrekking tot de Nederlandse afvaardigingen naar de Olympische Winterspelen de volgende opmerkingen worden geplaatst:
- de tabel is gerangschikt naar aantal deelnemers per sport;
- het hoogste aantal deelnemers werd afgevaardigd in het schaatsen;
- vrijwel alle medailles werden bij het schaatsen behaald;
- Nederland heeft bij de volgende Olympische disciplines nog geen enkele keer een afvaardiging gehad: biatlon, curling, langlaufen, Noordse combinatie, rodelen, schansspringen  (deze sporten zijn niet in de tabel opgenomen);
- in 2014 & 2018 nam Jorien ter Mors deel aan twee disciplines: shorttrack en schaatsen. In 2018 behaalde ze in beide disciplines een medaille.
| Sport          | Deelnemers | Mannen | Vrouwen | Goud | Zilver | Brons | Tot. |
| -------------- | ---------- | ------ | ------- | ---- | ------ | ----- | ---- |
| Schaatsen      | 143        | 81     | 62      | 48   | 44     | 41    | 133  |
| Shorttrack     | 34         | 13     | 21      | 3    | 3      | 3     | 9    |
| Bobsleeën      | 33         | 24     | 9       | 0    | 0      | 0     | 0    |
| IJshockey      | 20         | 20     | 0       | 0    | 0      | 0     | 0    |
| Snowboarden    | 10         | 5      | 5       | 1    | 0      | 0     | 1    |
| Alpineskiën    | 6          | 3      | 3       | 0    | 0      | 0     | 0    |
| Kunstrijden    | 5          | 0      | 5       | 1    | 2      | 0     | 3    |
| Freestyleskiën | 1          | 1      | 0       | 0    | 0      | 0     | 0    |
| Skeleton       | 1          | 0      | 1       | 0    | 0      | 1     | 1    |
| Totaal         | 252        | 147    | 106     | 53   | 49     | 45    | 147  |

### Ranglijst hoogste aantal deelnames van individuele sporters
Onderstaande tabel geeft een overzicht van sporters met de meeste individuele deelnames van de Nederlandse afvaardigingen naar de Olympische Spelen van 1900 tot en met 2022 (waarbij 1906 buiten beschouwing is gelaten). Hierbij kunnen de volgende opmerkingen worden geplaatst:
- De lijst is beperkt tot minimaal vijf deelnames.
- Het recordaantal deelnames staat op naam Anky van Grunsven met zeven deelnames.
- Churandy Martina deed in 2020 voor de vijfde maal mee. Hij is echter niet op deze lijst vermeld omdat hij zijn eerste twee deelnames als lid van het Antiliaanse team op zijn naam heeft staan.
| Naam deelnemer    | Sport                 | Onderdeel                                                             | ZS | WS | Tot. |
| ----------------- | --------------------- | --------------------------------------------------------------------- | -- | -- | ---- |
| Anky van Grunsven | paardensport          | dressuurteam dressuur, individueel                                    | 7x |    | 7x   |
| Eric Swinkels     | schietsport           | skeet                                                                 | 6x |    | 6x   |
| Arie de Jong      | schermen              | degen individueel degen team sabel individueel sabel team             | 5x |    | 5x   |
| Nico Rienks       | roeien                | dubbel twee dubbel vier acht                                          | 5x |    | 5x   |
| Hennie Dompeling  | schietsport           | skeet                                                                 | 5x |    | 5x   |
| Mark Neeleman     | zeilen                | finn klasse star klasse                                               | 5x |    | 5x   |
| Rintje Ritsma     | schaatsen             | 500 meter 1000 meter 1500 meter 5000 meter 10.000 meter achtervolging |    | 5x | 5x   |
| Jan Bos           | schaatsen wielersport | 500 meter 1000 meter 1500 meter Teamsprint (Wielrennen)               | 1x | 4x | 5x   |
| Teun de Nooijer   | hockey                | herenteam                                                             | 5x |    | 5x   |
| Diederik Simon    | roeien                | dubbel vier acht                                                      | 5x |    | 5x   |
| Richard Schuil    | volleybal             | herenteam beachvolleybal                                              | 5x |    | 5x   |
| Bob de Jong       | schaatsen             | 5000 meter 10.000 meter                                               |    | 5x | 5x   |
| Reinder Nummerdor | Volleybal             | herenteam beachvolleybal                                              | 5x |    | 5x   |
| Sven Kramer       | schaatsen             | 1.500 meter 5.000 meter 10.000 meter ploegenachtervolging massastart  |    | 5x | 5x   |
| Ireen Wüst        | schaatsen             | 1.000 meter 1.500 meter 3.000 meter 5.000 meter ploegenachtervolging  |    | 5x | 5x   |
| Marianne Vos      | wielersport           | puntenkoers tijdrit wegwedstrijd                                      | 5x |    | 5x   |

### Deelgenomen aan de Zomer en Winterspelen
- 6 sporters hebben deelgenomen aan zowel de Olympische Zomerspelen als de Olympische Winterspelen
- 4 sporters hebben aan het wielrennen en het schaatsen deelgenomen
- 2 sporters hebben aan de atletiek en het bobsleeën deelgenomen
- Jeroen Straathof heeft ook nog deelgenomen aan de Paralympische Zomerspelen, deze prestatie is wereldwijd ongeëvenaard.
| Sporter             | Zomersport | Zomerspelen | Wintersport | Winterspelen           |
| ------------------- | ---------- | ----------- | ----------- | ---------------------- |
| Ingrid Haringa      | Wielrennen | 1992, 1996  | Schaatsen   | 1988                   |
| Robert de Wit       | Atletiek   | 1988, 1992  | Bobsleeën   | 1994                   |
| Jeroen Straathof    | Wielrennen | 2004        | Schaatsen   | 1994                   |
| Jan Bos             | Wielrennen | 2004        | Schaatsen   | 1998, 2002, 2006, 2010 |
| Timothy Beck        | Atletiek   | 2004        | Bobsleeën   | 2002                   |
| Laurine van Riessen | Wielrennen | 2016, 2020  | Schaatsen   | 2010, 2014             |